# Teen Choice Awards 2005
Teen Choice Awards 2005 byly udělovány dne 14. srpna 2005 v Universal Amphitheater v Los Angeles. Předávání moderovali Hilary Duff a Rob Schneider.

## Ceny
Vítězi jsou označeni tučně a jsou uvedeni první v pořadí

### Film
| Herec: drama/akční film | Herečka: drama/akční film |
| --- | --- |
| - Ryan Gosling, Zápisník jedné lásky - Leonardo DiCaprio, Letec - Samuel L. Jackson, Coach Carter - Tom Cruise, Collateral - Johnny Depp, Hledání Země - Nezemě - Zach Braff, Procitnutí v Garden State - Joaquin Phoenix, Okrsek 49 - Jamie Foxx, Ray | - Rachel McAdams, Zápisník jedné lásky - Kate Winslet, Hledání Země - Nezemě - Natalie Portman, Procitnutí v Garden State, Na dotek - Scarlett Johansson, V dobré společnosti - Brittany Murphy, Malá černá skříňka - Kerry Washington, Ray - Alexis Bledel, Sesterstvo putovních kalhot - Amber Tamblyn, Sesterstvo putovních kalhot |
| Herec: Komedie | Herečka: Komedie |
| - Will Smith, Hitch: Lék pro moderního muže - Will Ferrell, Zprávař: Příběh Rona Burgundyho, Zelená je tráva - Jimmy Fallon, Fanaticky zamilován - Ashton Kutcher, Něco jako láska, Hádej kdo? - Adam Sandler, Trestná lavice - Ben Stiller, Jeho fotr, to je lotr! - Jon Heder, Napoleon Dynamit - Vin Diesel, Ochránce                                                                                                 | - Sandra Bullock, Slečna Drsňák 2: Ještě drsnější - Queen Latifah, Salon krásy - Hilary Duff, Moderní Popelka - Drew Barrymoreová, Fanaticky zamilován - Lindsay Lohan, Můj auťák Brouk - Eva Mendes, Hitch: Lék pro moderního muže - Amanda Peet, Něco jako láska - Jennifer Lopez, Příšerná tchyně |
| Herec: Dobrodružný film/Thriller | Herečka: Dobrodružný film/Thriller |
| - Chad Michael Murray, Dům voskových figurín - Matt Damon, Bournův mýtus - Orlando Bloom, Království nebeské - Jim Carrey, Lemony Snicket: Řada nešťastných příhod - Heath Ledger, Legendy z Dogtownu - Brad Pitt, Mr. & Mrs. Smith - Matthew McConaughey, Sahara - Hayden Christensen, Star Wars: Epizoda III – Pomsta Sithů                                                                                            | - Angelina Jolie, Mr. & Mrs. Smith - Jennifer Garnerová, Elektra - Sarah Michelle Gellar, Nenávist - Elisha Cuthbert, Dům voskových figurín - Keira Knightley, Král Artuš - Penélope Cruz, Sahara - Jessica Alba, Sin City – město hříchu - Natalie Portman, Star Wars: Epizoda III – Pomsta Sithů |
| Taneční scéna | Romantická scéna |
| - Jon Heder, Napoleon Dynamit - Seth Green, Buď v klidu - Ashton Kutcher a Bernie Mac, Hádej kdo? - Will Smith a Kevin James, Hitch: Lék pro moderního muže - Sandra Bullock a Regina Kingová, Slečna Drsňák 2: Ještě drsnější - Brad Pitt a Angelina Jolie, Mr. & Mrs. Smith - Rachel McAdams a Ryan Gosling, Zápisník jedné lásky - Jennifer Lopez a Richard Gere, Smím prosit?                                        | - Rachel McAdams a Ryan Gosling, Zápisník jedné lásky - Hilary Duff a Chad Michael Murray, Moderní Popelka - Jimmy Fallon a Drew Barrymoreová, Fanaticky zamilován - Zach Braff a Natalie Portman, Procitnutí v Garden State - Will Smith a Kevin James, Hitch: Lék pro moderního muže - Eva Green a Orlando Bloom, Království nebeské - Jon Heder a Tina Majorino, Napoleon Dynamit - Alexis Bledel a Michael Rady, Sesterstvo putovních kalhot |
| Průlomový výkon: herec | Průlomový výkon: herečka |
| - Ryan Gosling, Zápisník jedné lásky - Michael Rady, Sesterstvo putovních kalhot - Jon Heder, Napoleon Dynamit - Bob Sapp, Trestná lavice - Zach Braff, Procitnutí v Garden State - Jared Padalecki, Dům voskových figurín - Emile Hirsch, Legendy z Dogtownu - Victor Rasuk, Legendy z Dogtownu | - Haylie Duff, Napoleon Dynamit - America Ferrera, Sesterstvo putovních kalhot - Jenna Boyd, Sesterstvo putovních kalhot - Blake Lively, Sesterstvo putovních kalhot - Ashanti, Coach Carter - Zoe Saldana, Hádej kdo? - Paris Hilton, Dům voskových figurín - Gisele Bündchen, Taxi |
| Rockstar moment | Komik |
| - Ashton Kutcher, Něco jako láska - Dwayne Johnson, Buď v klidu - Renée Zellweger, Bridget Jonesová: S rozumem v koncích - Bernie Mac, Hádej kdo? - John Cho a Kal Penn, Zahulíme, uvidíme - Will Smith, Hitch: Lék pro moderního muže - Aaron Ruell, Napoleon Dynamit - Jimmy Fallon, Taxi | - Adam Sandler - Tina Fey - Will Ferrell - Jim Carrey - Ben Stiller - Amy Poehlerová - Dave Chappelle - Chris Rock |
| Akční film | Animovaný/Počítačově vytvořený film |
| - Star Wars: Epizoda III – Pomsta Sithů - Bournův mýtus - Stopařův průvodce po Galaxii - Království nebeské - Legendy z Dogtownu - Mr. & Mrs. Smith - Lovci pokladů - Sin City – město hříchu | - Shrek 2 - Tlustý Albert - Úžasňákovi - Madagaskar - Rychlý Stripes - Roboti - Příběh žraloka - Team America: Světovej policajt |
| Filmová rvačka | Filmové rande |
| - Brad Pitt a Angelina Jolie, Mr. & Mrs. Smith - Will Ferrell, Zprávař: Příběh Rona Burgundyho - Ashton Kutcher a Bernie Mac, Hádej kdo? - Elisha Cuthbert, Chad Michael Murray a Brian Van Holt, Dům voskových figurín - Steve Austin a Bob Sapp, Trestná lavice - Legendy z Dogtownu - Jon Heder a Jon Gries, Napoleon Dynamit - Ewan McGregor, Star Wars: Epizoda III – Pomsta Sithů                                  | - Zápisník jedné lásky - Fanaticky zamilován - Moderní Popelka - Hádej kdo? - Hitch: Lék pro moderního muže - Mr. & Mrs. Smith - Něco jako láska - Příšerná tchyně |
| Polibek | Filmový výkřik |
| - Rachel McAdams a Ryan Gosling, Zápisník jedné lásky - Hilary Duff a Chad Michael Murray, Moderní Popelka - Drew Barrymoreová a Jimmy Fallon, Fanaticky zamilován - Natalie Portman a Zach Braff, Freddy vs. Jason - Will Smith a Kevin James, Hitch: Lék pro moderního muže - Eva Green a Orlando BloomKrálovství nebeské - Penélope Cruz a Matthew McConaughey, Sahara - Brad Pitt a Angelina Jolie, Mr. & Mrs. Smith | - Paris Hilton, Dům voskových figurín - Rachel Nichols, 3:15 zemřeš - Rachel Weisz, Constantine - Zloději paměti - Yuya Ozeki, Nenávist - Elisabeth Shue, Hra na schovávanou - Naomi Watts, Kruh 2 - Leigh Whannell, Saw: Hra o přežití |
| Lhář | Thriller |
| - Angelina Jolie, Mr. & Mrs. Smith - Natalie Portman, Procitnutí v Garden State - Ashton Kutcher, Hádej kdo? - Jim Carrey, Lemony Snicket: Řada nešťastných příhod - Jane Fonda, Příšerná tchyně - Ben Stiller, Jeho fotr, to je lotr! - Brad Pitt, Mr. & Mrs. Smith - Jon Heder, Napoleon Dynamit | - Dům voskových figurín - 3:15 zemřeš - Constantine - Nenávist - Hra na schovávanou - Kruh 2 - Saw: Hra o přežití - Vesnice |
| Rapový umělec ve filmu | Letní film |
| - Nelly, Trestná lavice - Ja Rule, Přepadení 13. okrsku - André Benjamin, Buď v klidu - Queen Latifah, Salon krásy - Ludacris, Crash - Mos Def, Stopařův průvodce po Galaxii - LL Cool J, Lovci myšlenek - Ice Cube, xXx: Nová dimenze | - Nesvatbovi - Batman začíná - Špatné zprávy pro Medvědy - Moje krásná čarodějka - Karlík a továrna na čokoládu - Temné vody - Fantastická čtyřka - Můj auťák Brouk - Snaž se a jeď - Ostrov - Země mrtvých - Válka světů |
| Výbuch vzteku | Komedie |
| - Jon Heder, Napoleon Dynamit - Queen Latifah, Salon krásy - Jimmy Fallon, Fanaticky zamilován - Ashton Kutcher, Hádej kdo? - Will Ferrell, Zelená je tráva - Courteney Cox, Trestná lavice - Jane Fonda, Příšerná tchyně - America Ferrera, Sesterstvo putovních kalhot | - Napoleon Dynamit - Už jsme tam? - Hádej kdo? - Hitch: Lék pro moderního muže - Zelená je tráva - Trestná lavice - Jeho fotr, to je lotr! - Ochránce |
| Slizák | Strašidelná scéna |
| - Jennifer Coolidge, Moderní Popelka - Vince Vaughn, Zůstaň v klidu - Kevin Bacon, Salon krásy - Will Ferrell, Zelená je tráva - Brian Bosworth, Trestná lavice - Johnny Knoxville, Legendy z Dogtownu - Jane Fonda, Příšerná tchyně - Jon Gries, Napoleon Dynamit | - Ryan Reynolds, 3:15 zemřeš - Stellan Skarsgård, Vymítač ďábla: Zrození - Julianne Moore, Zloději paměti - KaDee Strickland, Nenávist - Kruh 2 - Angelina Jolie, Zloděj životů - Bryce Dallas Howard, Vesnice - Michael Keaton, Hlas smrti |
| Drama | Chemie |
| - Zápisník jedné lásky - Letec - Coach Carter - Hledání Země Nezemě - Světla páteční noci - Procitnutí v Garden State - Okrsek 49 - Sesterstvo putovních kalhot | - Rachel McAdams a Ryan Gosling, Zápisník jedné lásky - Hilary Duff a Chad Michael Murray, Moderní Popelka - Drew Barrymoreová a Jimmy Fallon, Fanaticky zamilován - Ashton Kutcher a Bernie Mac, Hádej kdo? - Adam Sandler a Chris Rock, Trestná lavice - Jennifer Lopez a Jane Fonda, Příšerná tchyně - Brad Pitt a Angelina Jolie, Mr. & Mrs. Smith - Jon Heder a Efren Ramirez, Napoleon Dynamit                                             |
| Zloduch | Zčervenání |
| - Jim Carrey, Lemony Snicket: Řada nešťastných příhod - Tom Cruise, Collateral - James Cromwell, Trestná lavice - Elijah Wood, Sin City - město hříchu - Alfred Molina, Spider-Man 2 - Hayden Christensen, Star Wars: Epizoda III – Pomsta Sithů - Ian McDiarmid, Star Wars: Epizoda III – Pomsta Sithů - Gisele Bündchen, Taxi                                                                                          | - Hilary Duff, Moderní Popelka - Renée Zellweger, Bridget Jonesová: S rozumem v koncích - Zach Braff, Procitnutí v Garden State - Ashton Kutcher, Hádej kdo? - Will Smith, Hitch: Lék pro moderního muže - Adam Sandler, Trestná lavice - Ben Stiller, Jeho fotr, to je lotr! - Jon Gries a Jon Heder, Napoleon Dynamit |

### Televize
| Dramatický pořad | Letní seriál |
| --- | --- |
| - O.C. - Sedmé nebe - Alias - Everwood - Ztraceni - Chirurgové - Dr. House - One Tree Hill | - Americký táta - Show Andyho Milonakise - Krásky a šprti - Big Brother - Rodinný tábor pro spratky - Dancing with the Stars - Pekelná kuchyně - Laguna Beach: The Real Orange County - The Princes of Malibu - The Real World - Viva la Bam                                                        |
| Komediální pořad | Oblíbené obsazení seriálu |
| - Gilmorova děvčata - Zoufalé manželky - Griffinovi - Scrubs: Doktůrci - Simpsonovi - Zlatá sedmdesátá - That's So Raven - Co mám na tobě ráda | - Zoufalé manželky - 24 hodin - Alias - American Dad! - Arrested Development - Vítejte doma! - Ztraceni - Zlatý holky |
| Reality show | Průlomový pořad |
| - American Idol - Amerika hledá topmodelku - The Ashlee Simpson Show - Britney & Kevin: Chaotic - Faktor strachu - Growing Up Gotti - Napálené celebrity - Zlatý holky | - Zoufalé manželky - Krásky a šprti - Vincentův svět - Dr. House - Ztraceni - Neslavná - Veronica Mars - Zoey 101 |
| Spojení rodičů | Parťák |
| - Lauren Graham - Gilmorova děvčata - Stephen Collins a Catherine Hicks - Sedmé nebe - Victor Garber, Lena Olin a Ron Rifkin - Alias - Treat Williams - Everwood - Peter Gallagher a Kelly Rowan - O.C. - Moira Kelly - One Tree Hill - Homer Simpson a Marge Simpsonová - Simpsonovi - John Schneider a Annette O'Toole - Smallville | - Wilmer Valderrama - Zlatá sedmdesátá - Kevin Weisman - Alias - Chris Pratt - Everwood - Griffinovi - Sean Hayes - Will a Grace - Allison Mack - Smallville - Jorge Garcia - Ztraceni - Donald Faison - Scrubs: Doktůrci                                                                           |
| Televizní osobnost: muž | Televizní osobnost: žena |
| - Ashton Kutcher - Sean Combs - Simon Cowell - Nick Lachey - Mark McGrath - Ty Pennington - Ryan Seacrest - Xzibit | - Jessica Simpson - Paula Abdul - Tyra Banks - Missy Elliot - Paris Hilton - Nicole Richie - Ashlee Simpson - Britney Spears |
| Chemie | Videohra |
| Rachel Bilson a Adam Brody - O.C. - Jennifer Garnerová a Michael Vartan - Alias - Gregory Smith a Emily VanCamp - Everwoood - Griffinovi - Alexis Bledel a Matt Czuchry - Gilmorova děvčata - Evangeline Lilly a Matthew Fox - Ztraceni - Mischa Barton a Ben McKenzie - O.C. - Chad Michael Murray a James Lafferty - One Tree Hill  | - Grand Theft Auto: San Andreas |
| Herec: Drama | Herečka: Drama |
| - Adam Brody - O.C. - Tyler Hoechlin - Sedmé nebe - Gregory Smith - Everwood - Matthew Fox - Ztraceni - Benjamin McKenzie - O.C. - Chad Michael Murray - One Tree Hill - Jesse McCartney - Kalifornské léto - Tom Welling - Smallville                                                                                                | - Rachel Bilson - O.C. - Sophia Bush - One Tree Hill - Hilarie Burton - One Tree Hill - Beverley Mitchell - Sedmé nebe - Jennifer Garnerová - Alias - Emily VanCamp - Everwood - Evangeline Lilly - Ztraceni - Mischa Barton - O.C.                                                                 |
| Průlomový výkon: muž | Průlomový výkon: žena |
| - Jesse Metcalfe - Zoufalé manželky - Jorge Garcia - Ztraceni - Josh Holloway - Ztraceni - Ian Somerhalder - Ztraceni - Tyler Hilton - One Tree Hill - Matt Czuchry - Gilmorova děvčata - Justin Chambers - Chirurgové - Jesse Spencer - Dr. House                                                                                    | - Eva Longoria - Zoufalé manželky - Mía Maestro - Alias - Evangeline Lilly - Ztraceni - Ellen Pompeo - Chirurgové - Maggie Grace - Ztraceni - Emma Roberts - Neslavná - Kristen Bellová - Veronica Mars - Jamie Lynn Spears - Zoey 101                                                              |
| Herec: komedie | Herečka: komedie |
| - Ashton Kutcher - Zlatá sedmdesátá - Bernie Mac - The Bernie Mac Show - Jesse Metcalfe - Zoufalé manželky - Michael Urie - Ošklivka Betty - Marques Houston - Cuts - Stewie Griffin - Griffinovi - Matt LeBlanc - Joey - Frankie Muniz - Malcolm v nesnázích - Zach Braff - Scrubs: Doktůrci                                         | - Alexis Bledel - Gilmorova děvčata - Eva Longoria - Zoufalé manželky - Christina Applegate - Samantha Who? - Eve - Eve - JoAnna Garcia - Deník zasloužilé matky - Pamela Anderson - Stacked - Mila Kunnis - Zlatá sedmdesátá - Raven-Symoné - That's So Raven - Amanda Bynes - Co mám na tobě ráda |
| Hvězda reality show: muž | Hvězda reality show: žena |
| - Bo Bice - American Idol - Tom Westman - Kdo přežije - Rob Mariano - Podivuhodný závod - Kevin Federline - Britney & Kevin: Chaotic - Carmine Agnello Jr, John Agnello a Frank Agnello - Growing Up Gotti - Stephen Colletti - Laguna Beach: The Real Orange County - Bam Margera - Viva la Bam                                      | - Carrie Underwood - American Idol - Brittny Gastineau - Gastineau Girls - Amber Brkich - Podivuhodný závod - Naima Mora - Amerika hledá topmodelku - Kendra Todd - The Apprentice - Victoria Gotti - Growing Up Gotti - Shanna Moakler - Meet the Barkers - Stephenie LaGrossa - Kdo přežije       |

### Ostatní
| Ultimate Choice Award |
| --------------------- |
| - Gwen Stefani        |